# 山崎恵理子
山﨑 恵理子（やまざき えりこ、1964年9月2日 - ）は、日本の女性タレントである。MC・ナレーション・リポートを得意とする。東京都出身。法政大学経済学部経済学科卒業。既婚。

## 略歴
- ニチエンプロダクション(日本テレビグループ)所属にてテレビ・CM・イベント等に出演。現在はジャパンウェイブと業務提携。

## 主な出演番組

### テレビ
- NTV「きょうの出来事」お天気キャスター
- NTV「鶴ちゃんのプッツン5」キャスター
- NTV「追跡」リポーター
- NTV「ルンルンあさ6生情報」リポーター
- NTV「おもいッきりテレビ」リポーター
- NTV「ゴルフ中継」司会アシスタント
- NHK「テレビシンポジウム」司会　他

### CM
- 三和ホーム
- パナソニック

### イベント
- 「読売新聞シンポジウム」司会
- 「ディズニーオンアイス制作発表」司会

### ビデオ
- SKI VIDEO(VAP)